# John Wofford
John Edwin Brown Wofford (Washington D. C., 11 de abril de 1931-Toms River, 22 de agosto de 2021) fue un jinete estadounidense que compitió en la modalidad de concurso completo. Participó en los Juegos Olímpicos de Helsinki 1952, obteniendo una medalla de bronce en la prueba por equipos.

## Palmarés internacional
| Juegos Olímpicos | Juegos Olímpicos     | Juegos Olímpicos  | Juegos Olímpicos |
| Año              | Lugar                | Medalla           | Categoría        |
| ---------------- | -------------------- | ----------------- | ---------------- |
| 1952             | Helsinki (Finlandia) | Medalla de bronce | Por equipos      |